# Добрушский районный краеведческий музей
Добрушский районный краеведческий музей (бел. Добрушскі раённы краязнаўчы музей) — музей краеведческого профиля в городе Добруш Гомельской области Беларуси, отражающий историю региона с древнейших времён до нашего времени.

## История
Музей основан 1 апреля 2002 года.
В 2003 году началось комплектование фондов музея. Часть экспонатов передали музеи местных предприятий — фарфорового завода и бумажной фабрики.
В 2004 году перед зданием музея был установлен памятник основателю местной бумажной фабрики — князю Ф. И. Паскевичу.
26 июля 2006 года решением Добрушского районного исполнительного комитета музей получил статус юридического лица (Учреждение «Добрушский районный краеведческий музей»).
Открыт для посетителей 5 июня 2007 года в отреставрированном здании бывшей школы для детей работников писчебумажной фабрики, строительство которой в начале XX века финансировала княгиня Ирина Паскевич.
Здание музея является памятником архитектуры и включён в Государственный список историко-культурных ценностей Республики Беларусь.
13 октября 2008 года у музея появился филиал — была открыта Художественная галерея Владимира Ивановича Прокопцова, который передал большую серию собственных работ Добрушскому краеведческому музею.
Собрание музея содержит более 10,5 тысяч предметов, которые отражают историю региона с древнейших времен до нашего времени и содержат коллекции этнографии (вышивка, элементы одежды, бондарные изделия, орудия труда, посуда, печной инвентарь), живописи современных белорусских художников (В. И. Прокопцова, А. И. Шевченко, А. Буренкова, А. Пантюка, И. Григоровича, А. Козловского, В. Ходоровича, В. Савицкого, В. Товстика), иконы, характеризующие местные традиции иконописания конца ХIХ — начала XX веков, личные вещи и рукописи Ивана Шамякина и др. Большая часть собрания музея сформирована за счёт экспедиционной деятельности.
Экспозиция музея знакомит с археологическими находками, сделанными во время раскопок древних городищ на Добрущине, этнографией края, историей местных ремёсел. Часть экспозиции посвящена истории Добрушской бумажной фабрики. 3 сентября 2022 года была открыта постоянная экспозиция, посвящённая народному писателю Беларуси И. П. Шамякину, уроженцу деревни Корма Добрушского района.
Краеведческий музей в Добруше является частью туристического маршрута «Малое золотое кольцо Гомельщины». Музей принимает участие в международной акции «Ночь музеев».

## Экспозиции
Экспозиции музея:
- «Древнейшее прошлое края». В данной экспозиции представлены предметы археологии и этнографии Добрушского района.
- «История народного образования района». Экспозиция рассказывает о первых учебных заведениях края, отличниках образования и заслуженных учителях района, а также о знаменитых земляках-педагогах — И. П. Шамякине и Т. Я. Киселёве.
- «Добрушский край. От промыслов к промышленности». Данная экспозиция посвящена развитию промышленного производства региона от ремесла до появления писчебумажной фабрики князей Паскевичей.
- Виртуальная галерея «Музей памяти о ветеранах».
- «Добрущина партизанская». Экспозиция посвящена истории района в период Великой Отечественной войны.
- Зал «Народные обряды».
- Экспозиция, посвящённая геноциду населения района в годы Великой Отечественной войны.
- Зал «Рабочий кабинет Ивана Петровича Шамякина». Постоянно действующая экспозиция, посвящённая народному писателю Беларуси И. П. Шамякину.

## Филиал
- Филиал «Художественная галерея Владимира Ивановича Прокопцова»[11].